# Manerebia keradialeuka
Manerebia keradialeuka är en fjärilsart som beskrevs av Hayward 1967. Manerebia keradialeuka ingår i släktet Manerebia och familjen praktfjärilar. Inga underarter finns listade i Catalogue of Life.